# Begonia otophylla
Begonia otophylla là một loài thực vật có hoa trong họ Thu hải đường. Loài này được L.B.Sm. & B.G.Schub. mô tả khoa học đầu tiên năm 1952.